# فن ماليزي

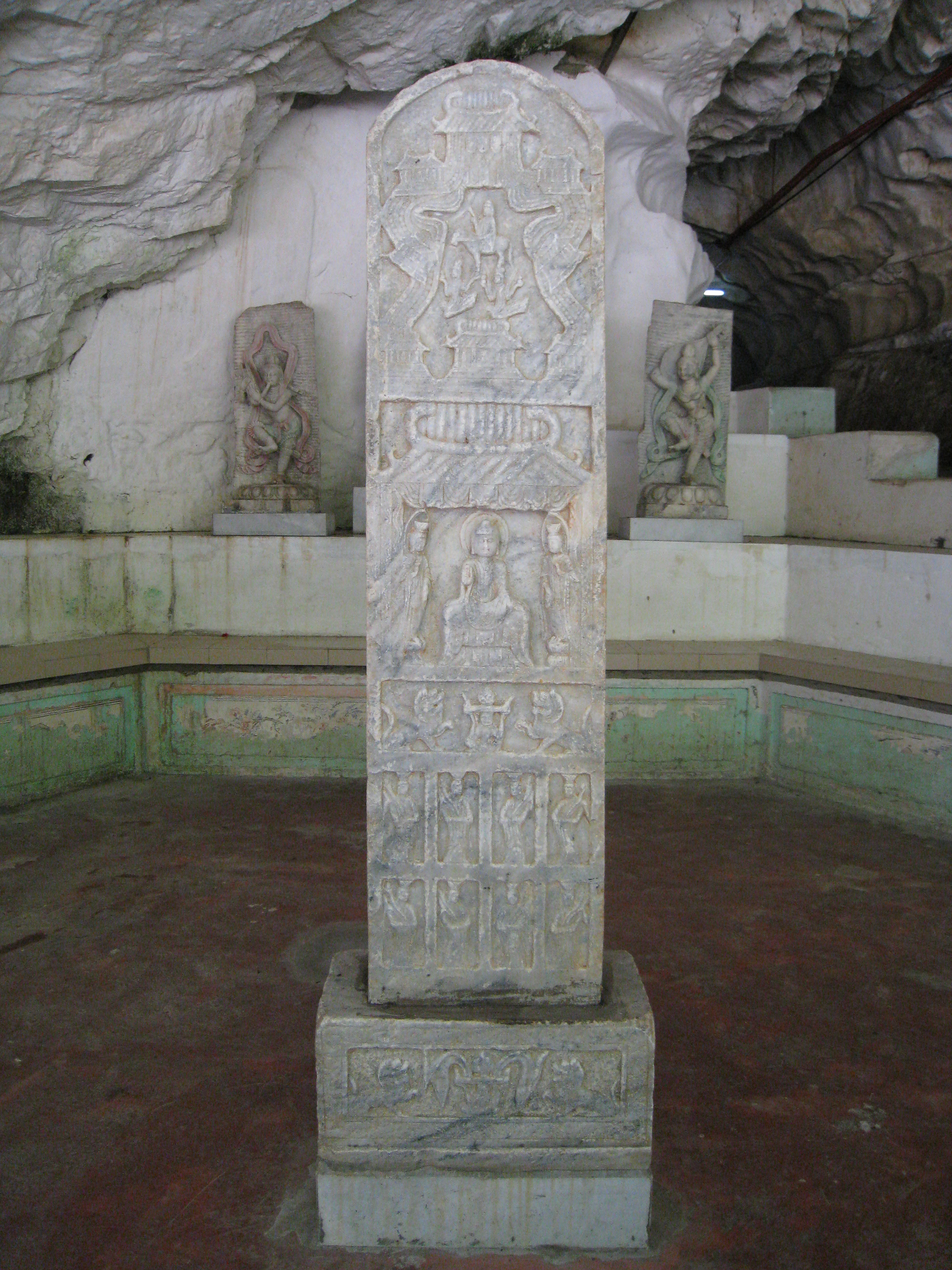
فن النحت الحجري وتجسيد بوذا في الفن الماليزي

يتألف الفن التقليدي الماليزي بصورة أساسية من فن الملايو والفن البورنيوي، وهو شبيه جدًا بغيره من أنماط جنوب شرق آسيا، كالفنون البرونائية والإندونيسية والسنغافورية. للفن عرف قديم في ماليزيا، ولأن فن الملايو يرجع إلى السطلنات الملاوية، لطالما كان متأثرًا بالفنون الصينية والهندية والإسلامية، وهو حاضر أيضًا بسبب عدد السكان الكبير من الصينيين والهنود في الديموغرافيا الماليزية اليوم.
جلب الاستعمار أيضًا أشكالًا فنية أخرى، مثل الرقصات والموسيقى البرتغالية. في خلال هذه الحقبة، كانت آثار البرتغاليين والهولنديين والبريطانيين واضحة أيضًا ولا سيما فيما يتعلق بالموضة والعمارة في الكثير من البلدات الاستعمارية في مالايا وبورنيو مثل بينانق وملقا وكوالالمبور وكوتشينغ وكوتا كينابالو. على الرغم من التأثيرات الخارجية، ما يزال الفن الأصلي الماليزي حيًا بين الأورانغ أسلي في شبه الجزيرة والعديد من المجموعات الإثنية في ساراواك وصباح.
في هذه الأيام، بالنظر إلى التكنولوجيا المتطورة ذات الأثر العالمي، فقد انتقل الجيل الأصغر من الفنانين الماليزيين من المواد التقليدية مثل الخشب والمعادن ومنتجات الغابات وأصبحوا يشاركون بنشاط في أشكال مختلفة من الفنون، مثل الرسوم المتحركة والتصوير والرسم والنحت وفن الشارع. حصل العديد منهم على اعتراف دولي بأعمالهم الفنية ومعارضهم على مستوى عالمي، وجمعوا بين الأساليب من جميع أنحاء العالم والتقاليد الماليزية التقليدية.

## العمارة
لعبت آثار ثقافية عدة، أبرزها الصينية والهندية والأوروبية، دورًا رئيسًا في تشكيل العمارة الماليزية. حتى وقت حديث، كان الخشب المادة الأساسية المستخدمة في كل المباني التقليدية الماليزية. ومع ذلك، اكتُشفت أعداد كبيرة من البنى الحجرية ولا سيما المجمعات الدينية من أزمنة ممالك مالايو القديمة. على امتداد عقود كثيرة، تأثرت العمارة الماليزية التقليدية بالبوقسية والجافانية من الجنوب، والإسلامية والسيامية والهندية من الشمال، والبرتغالية والهولندية والبريطانية والأتشية والمينانجكاباوية من الغرب والصينية الجنوبية من الشرق.

## فنون الأداء
يتمتع الماليزيون بأنواع مختلفة من الموسيقى والرقص والمسرح والفنون القتالية التي تمزج بين التأثيرت الثقافية المختلفة. تتراوح الصنوف التقليدية من المسرحيات الراقصة المالاوية التراثية مثل ماك يونغ إلى رقصات زابين المستلهمة من العرب.  تختلف الحركات المصممة أيضًا من الخطوات والإيقاعات في ديكير بارات إلى الحركات المعقدة في جوغيت غاميلان. تعكس هذه الأنواع المختلفة من فنون الأداء الماليزية المجموعات الثقافية المختلفة ضمن ماليزيا.

### الموسيقى
الموسيقى التقليدية الماليزية طرقيّة في أساسها. تقدم الأنواع المختلفة من الصنوج إيقاعًا للعديد من الرقصات. ثمة أيضًا طبول بمختلِف الأحجام، تتراوح من الريبانا أوبي (الطبل الكبير) الكلنتينيّ الضخم الذي يُستخدم لتأكيد الأحداث المهمة إلى الريبانا المجلجلة (طبل الإطار) الصغيرة المستخدمة مرافقة للإنشاد الصوتي في المراسم الدينية.
كانت موسيقى نوبات جزءًا من الرموز الملكية لبلاطات مالايو منذ وصول الإسلام في القرن الثاني عشر ولا تؤدى إلا في المراسم البلاطية الهامة. تتضمن أوركستراها الأدوات المقدسة والمبجلة للغاية: النيهارا (الدفية) والغيندانغ (الطبل ذو الرأسين)، والنافيري (البوق) والسيروناي (الأوبوا)، وفي بعض الأوقات صنجة بارزة وزوجًا من الصنوج النحاسية.
تتضمن الموسيقى الماليزية التقليدية أيضًا: جوهر وغازال ميلايو خاصتها، وملقا ودوندانغ سايانغ خاصتها، ونكري سمبيلن والبونغاي والتومبوك كالانغ خاصتها، وكيلنتن والديكير بارات والريبانا أوبي خاصتها، وصباح والكولينتانغان وإيسون إيسون وسومبوتون خاصتها، وساراواك والبيرموكون والإنغكومونغ والسابي خاصتها، وبيراك والبيلوتاه والريبانا بيراك خاصتها، وبينانق والبوريا والغازال بارتي الفريدة خاصتها، وسيلانغور والكيمبولينغ والكيرونكونغ خاصتها، وتيرنغانو والرودات والكيرتوك أولو خاصتها المستوحاة من الشرق الأوسط.